# Ponetlica
Ponetlica, Tenczyńska – częściowo zalesione (strona zachodnia) wzgórze o wysokości 300 m n.p.m. Znajduje się na Garbie Tenczyńskim w miejscowości Tenczynek w województwie małopolskim.
Północna strona wzgórza opada do Rowu Krzeszowickiego, a po zachodniej stronie łączy się ze wzgórzem Buczyna. Wzgórze położone jest na zachodzie Rzeczek.

## Przypisy

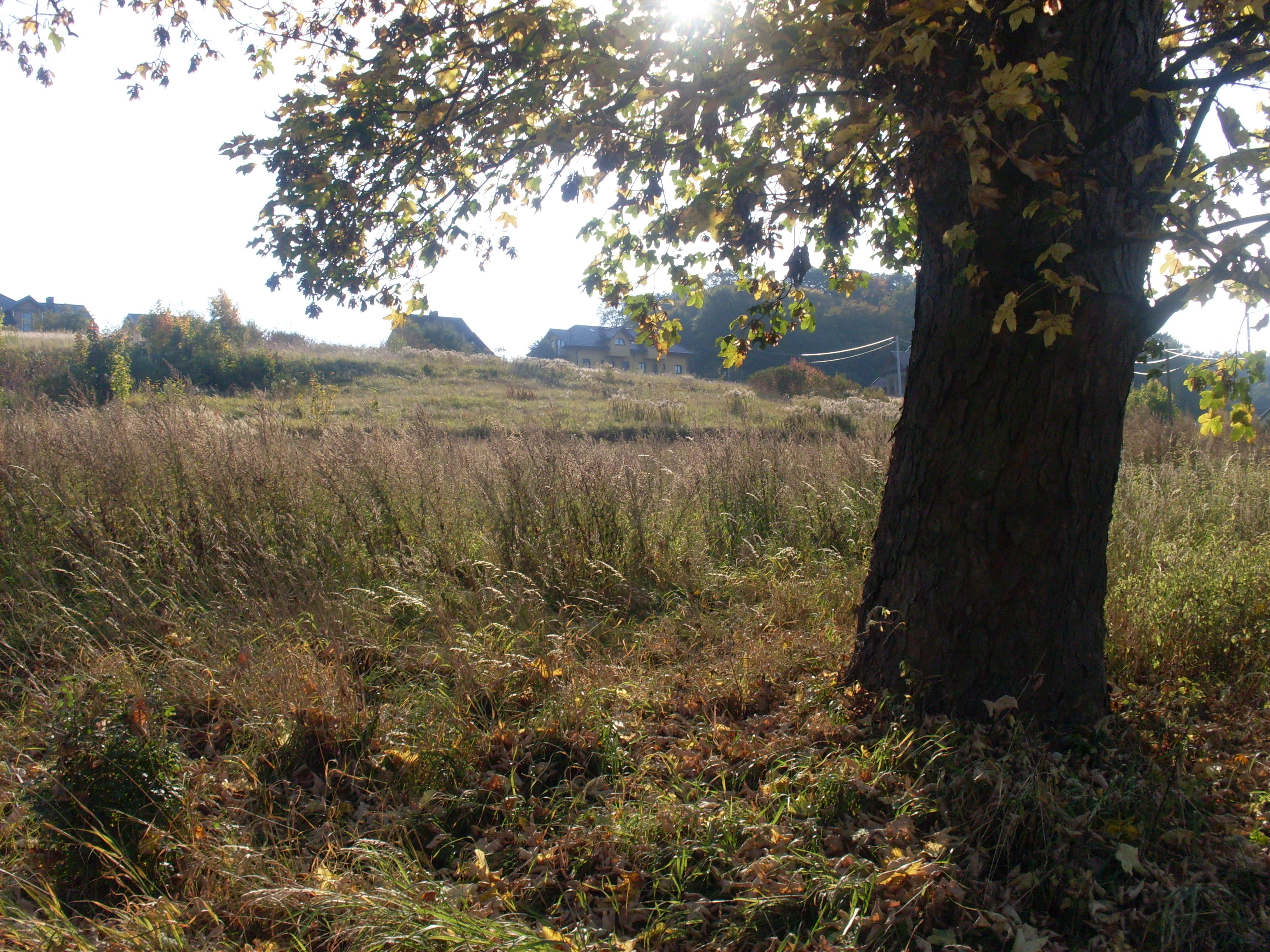
Widok na wzgórze od str. północnej